# Herbert Breiter
Herbert Breiter (* 21. Februar 1927 in Landeshut im Riesengebirge, Schlesien; † 9. Oktober 1999 in Salzburg) war ein österreichischer Maler und Lithograf.

## Leben und Wirken
Breiter kam 1945 nach Österreich. 1946 bestand er die Aufnahmeprüfung an der Kunstgewerbeschule in Salzburg. Daraufhin erhielt er das Aufenthaltsrecht in Österreich. 1947 wurde ihm die österreichische Staatsbürgerschaft erteilt.
Herbert Breiter begann als Autodidakt zu malen und verdiente nebenbei Geld mit Kunstgewerbearbeiten. Er wurde Schüler von Max Peiffer Watenphul, durch den er andere Maler und Bildhauer kennenlernte, u. a. Agnes Muthspiel, seine erste Lebensgefährtin. Er war Mitglied u. a. in der Künstlergruppe Salzburger Gruppe und im Salzburger Kunstverein. Breiter unternahm mehrere Auslandsreisen, insbesondere nach Italien (Toskana, Insel Ponza). Seine Sujets waren Landschafts- und Stimmungsbilder. Der Kunsthistoriker Hans Vollmer beschrieb 1961 seine Stillleben als „im Charakter der Niederländer des 17. Jahrhunderts“.
Zu seinen Schülerinnen gehörte Eliette von Karajan. 2012 wurde die historische Peterswacht-Bastei in der Salzburger Altstadt in Herbert-Breiter-Terrasse umbenannt und eine Gedenktafel angebracht.

## Ausstellungen
(G = Gruppenausstellung; K = Katalog)
- 1959: Graphik der Gegenwart. Internationale Ausstellung. Galerie Kunst der Gegenwart, Salzburg (G, K).
- 1980: Herbert Breiter. 30 Jahre Druckgraphik. Galerie Welz, Salzburg.[4]
- 1982: Die Salzburger Gruppe. Ausstellungen 1962, Salzburg (G, K).

## Auszeichnungen
- 1992: Slavi-Soucek-Preis[5]

## Publikationen (Auswahl)
- Werkverzeichnis der Graphik 1965–1980. Galerie Schmücking, Braunschweig 1980. 400 nummerierte Exemplare.
- Momente der Dauer. Mit einem Essay von Karl-Markus Gauß. Verlag Galerie Welz, Salzburg 1997, ISBN 3-85349-213-4.
- Südsteirische Miniaturen. Bilder von Herbert Breiter. Text von Karl-Markus Gauss. 2. Auflage. Verlag Galerie Welz, Salzburg 2004, ISBN 3-85349-280-0. Blockbuch.
- Städte, Berge, Bäume und Mauern. Galerie Welz, Salzburg 2012.